# 6232 Zubitskia
A 6232 Zubitskia (ideiglenes jelöléssel 1985 SJ3) a Naprendszer kisbolygóövében található aszteroida. Nyikolaj Sztyepanovics Csernih és  Ljudmila Ivanovna Csernih fedezte fel 1985. szeptember 19-én.